# マリウス・カサドシュ
マリウス・カサドシュ（Marius Casadesus, 1892年10月24日 – 1981年10月13日 ）は、フランスのヴァイオリニスト・作曲家。アンリ・カサドシュは兄で、有名なピアニストで作曲家のロベールは、同世代ながらも甥である。
マリウス・カサドシュは、伝・モーツァルト作曲の《ヴァイオリン協奏曲 第7番》への関りによって最大の勇名を（あるいは悪名を）馳せた。この曲は1933年に、マリウス・カサドシュを「校訂者」としてモーツァルトの名のもとに出版された。多くの研究者はこの作品の正統性を信じ込み、作品目録において"K. Anh. 294a."というケッヘル番号さえ与えた（"Anh."とはドイツ語の"Anhang"の略語であり、すなわち「補遺」という意味にほかならない）。また、ユーディ・メニューインのようにこの協奏曲を録音した演奏家もいる。しかしながらモーツァルト研究者のアルフレッド・アインシュタインはその信憑性に疑問を呈しており、1977年に著作権論争の最中に、マリウス・カサドシュは自分が産みの親であることを法廷で認め、アインシュタインの鑑定眼の正しさが確定した。
なお、マリウスの兄アンリもまた名うての音楽の贋作家であり、《ヘンデル風のヴィオラ協奏曲 ロ短調》や《ヨハン・クリスティアン・バッハ風のチェロ協奏曲》をそれぞれの作曲者の忘れられた真作として発表したことがある。
マリウスはまた、バルセロナにおいて作曲者自身の同席する中でラヴェルの《ツィガーヌ》を上演したことでも名を遺している。